# Tutilimundi

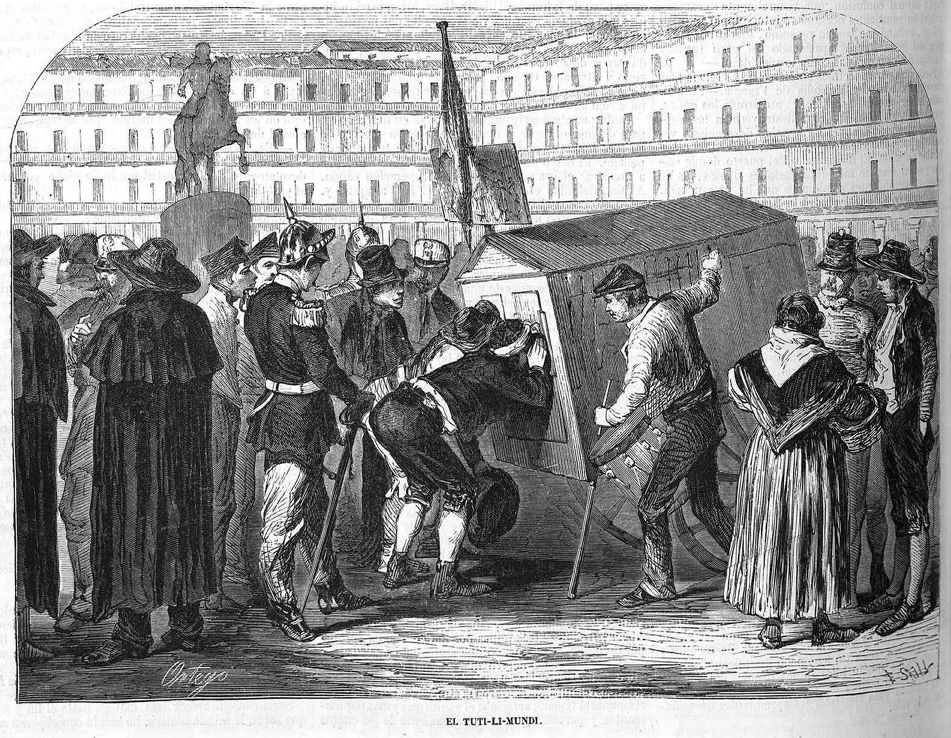
Tutilimundi a la Plaça Major de Madrid, gravat de Francisco Ortego Vereda, publicat a la revista espanyola El Museo Universal, el 28 de juliol de 1861.

El Tutilimundi (provinent del italià tutti li mondi -tots els mons-, també anomenat a vegades "mundinovi"), va ser un popular espectacle ambulant proveït d'una modesta tecnologia òptica o mecànica, de suposat origen italià o alemany. Consitia en un gran artefacte que, en un primer moment, es limitava a l'exhibició de vistes (gravats, acuarel·les, panorames) en una caixa òptica de grans mesures, però que va evolucionar fins a convertir-se en una ingeniosa joguina amb figures mogudes per mecanismes de rellotgeria primitiva. Aquest conjunt de figures es presentaven dins d'una espècie de cosmorama portàtil que es portava de fira en fira.
El tutilimundi pot considerar-se precedent de la cinematografia primitiva en tant que és un aparell que deriva de la llanterna màgica inventada per Athanasius Kircher l'any 1654. No obstant això, cal destacar que el tutilimundi no projectava cap imatge, sinó que s'havia de mirar en el seu interior per gaudir de l'espectacle que oferia.

## Història
En John E.Varey, un hispanista i historiador del teatre de titelles a España, data als voltants del 1539 la menció de petits teatres mecànics coneguts amb el nom de retaules (per la seva semblança amb les taules pintades o amb relleu), terme d'origen religiós que més tard es va aplicar als titelles manuals. Més tard es van diferenciar els dos teatrets, quedant el terme retaule per als manuals, mentre els mecànics van començar a conèixer-se com tutilimondi, modinovi, mundinuevo, i altres variants entre les quals ha sobreviscut "titirimundi".

### En el diccionari d'Autoritats
La Real Academia Española de la Lengua menciona el terme tutilimundi per primera vegada en la seva edició de 1884 (donant-lo com a sinònim de "totilimundi", "mundinovi" i "mundonuevo"), encara que no la va acceptar com a veu fins al 1889. El 1889 la definició de l'Acadèmia inclou un nou terme: cosmorama, veu que ja figurava en el diccionari des de 1869.En posteriors edicions es van tantejar quatre definicions, tutilimundi, titirimundi, mundinovi i mundonuevo, comuns a la descripció d'un "cosmorama portàtil" o bé una "Col·lecció de figures o ninots de representacions de carrer".

## Mecanisme
Encara que la varietat de models i la seva evolució mecànica a través del temps no permet donar com a exclusiu un model de funcionament, és interessant recollir la descripció que el 1760 feia el llicenciat Bernardo Montón en el seu tractat titulat "Secreto de Artes Liberales, y Mecánicas, recopilados y traducidos de varios y selectos autores, que tratan de Phisica, Pintura, Arquitectura, Optica, Chimica, Doradura, y Charoles, con otras varias curiosidades ingeniosas".
El tutilimundi, un artilugi mecànic agermanat amb llanternes màgiques i caixes catòptriques, va ser un dels grans difusors en el segle xix dels cosmorames, panorames i diorames, que en moltes ocasions es van inspirar o es van copiar de les col·leccions de gravats amb "vistes" monumentals publicades per la febre enciclopèdica del segle xviii.

## En els gravats de Goya
Hispanic Society of America guarda un gravat de Goya, datat entre l'any 1814 i 1823 i classificat dins de l'Àlbum C amb el número 71, en el que el pintor satiritza una escena comico-grotesca al voltant d'un cosmorama portàtil. L'obra, una aiguada amb tinta parda a pluma, pinzell i llàpis negre, titulada Ni bien ni mal: tutili mundi, confirmava l'afició de Goya a les primitives tecnologies, com el seu amic, el dramaturg Leandro Fernández de Moratín li comentava a la seva cosina María en una carta de 1817: "Si t'intento explicar com funciona la càmera obscura, perdo el temps. La manera més fàcil és que t'ho expliqui Francisco de Goya".
Sembla que Goya va veure exemples de tutilimundi tant a Madrid com a Burdeos, ja en els seus últims anys de vida, el que es dedueix a la datació (1824-1828) d'un altre gravat conservat en l'Hermitage de Sant Petersburg i pertanyent a la col·lecció Gerstenberg-Scharf, titulat Mirar lo que no ven.